# Latalus latidens
Latalus latidens är en insektsart som beskrevs av Sanders och Delong 1919. Latalus latidens ingår i släktet Latalus och familjen dvärgstritar. Inga underarter finns listade i Catalogue of Life.